# 2025 en Slovaquie
Chronologie de la Slovaquie
- 2021
- 2022
- 2023
- 2024
- 2025
- 2026
- 2027
- 2028
- 2029

Cet article présente les faits marquants de l'année 2025 en Slovaquie.

## Événements

### Janvier
- 10 janvier : grande manifestation à Bratislava contre les positions pro-russe du président du gouvernement Robert Fico[1].
- 16 janvier : une enseignante et une élève sont tuées dans une attaque au couteau par un lycéen de 18 ans à Spišská Stará Ves[2].

#### L'année sportive 2025 en Slovaquie
- Championnat d'Europe de football espoirs 2025